# Olga Nicolenco
Olga Nicolenco (n. 15 septembrie 1961, Căușeni) este o politiciană din Republica Moldova. A absolvit facultatea de medicină generală a Universității de Medicină din Chișinău (1986), apoi și-a susținut masteratul în științe politice la Școala de Studii Academice postuniversitare “Ovidiu Șincai” din București (2004). În perioada 1987–1996 a lucrat în calitate de medic-generalist (secția Diagnostic Funcțional) la Spitalul Clinic Central al Căilor Ferate din Republica Moldova. Între 1996 și 2001 a fost lector la  Departamentul Medicină al Universității Libere din Moldova (ULIM), iar din 2001 și pînă în 2005 a fost director-adjunct la Institutul de studii europene din Moldova (ISEM).  Din 2005 este șef de secție la Institutul de Ftiziopneumologie “Chiril Draganiuc” al Republicii Moldova.
Între 2004 și 2007 a fost președinta organizației municipale Chișinău a Partidului Social-Liberal, apoi, pînă la 10 februarie 2008 a fost unul dintre vicepreședinții acestei formațiuni. La alegerile anticipate pentru funcția de primar general al municipiului Chișinău din 27 noiembrie 2005 a candidat din partea Partidului Social-Liberal, obținînd 1,8 % din sufragii.